# Zenobia pulverulenta
Zenobia pulverulenta es una especie del género Zenobia, familia Ericaceae. Es nativa del sudeste de EE. UU. en Carolina del Norte, Carolina del Sur y Virginia. 

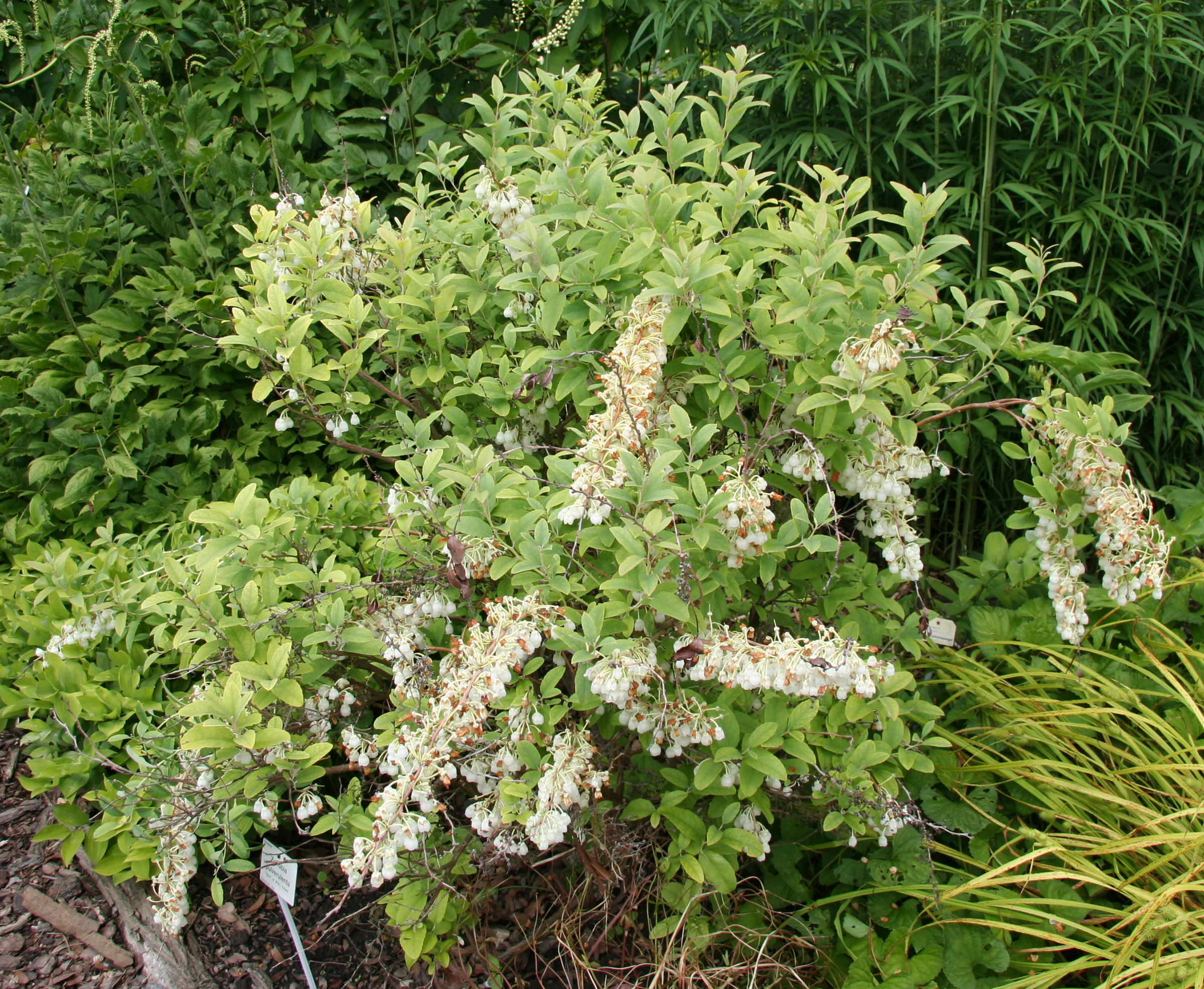
Vista de la planta

## Descripción
Es un arbusto caduco o semi-perenne que alcanza 0.5-1.8 m de altura. Las hojas están dispuestas en espiral y poseen una forma de ovada a elíptica, de 2 a 7 cm de longitud. Las flores, blancas y acampanadas, miden 12 mm de longitud y 10 mm de ancho. El fruto es una cápsula con cinco valvas.

## Taxonomía
Zenobia pulverulenta fue descrita por (W.Bartram ex Willd.) Pollard y publicado en Bulletin of the Torrey Botanical Club 22(5): 232. 1895.
Sinonimia
La especie posee varios sinónimos:
- Zenobia cerasiflora H.Lév.
- Zenobia dealbata D.Don ex Steud.
- Zenobia floribunda DC.
- Zenobia pulverulenta (W.Bartram ex Willd.) Pollard
- Zenobia racemosa DC.